# More-Ju
Der More-Ju (russisch Море-Ю), auch Chaipudyra (russisch Хайпудыра) und Cheibidja-Pedar (russisch Хэйбидя-Пэдар) genannt, ist ein Zufluss der Barentssee im Autonomen Kreis der Nenzen in Nordwestrussland.
Der More-Ju durchfließt die Bolschesemelskaja-Tundra. Anfangs fließt er in westlicher Richtung. Später wendet er sich nach Norden. Er mündet in die Chaipudyr-Bucht der Barentssee. Dabei bildet er ein Flussdelta, das zwei Hauptmündungsarme besitzt. Sein Flusslauf weist viele Windungen auf.
Der More-Ju hat eine Länge von 272 km. Der Fluss wird von der Schneeschmelze und von Niederschlägen gespeist. Sein Einzugsgebiet umfasst 4.530 km² und enthält viele Seen.